# Gottfried von Fontaines
Gottfried von Fontaines, französisch Godefroid de Fontaines, lateinisch Godefridus de Fontibus (* vor 1250 in Fontaines-Hozémont (heute in der Gemeinde Grâce-Hollogne in der wallonischen Provinz Liège in Belgien), Niederlothringen; † nach 1305 in Paris) war ein Philosoph und Theologe der Scholastik und lehrte an der Universität Paris. Er war als Aristoteliker und „säkularer“ Geistlicher auch an der damals herrschenden Glaube/Vernunft-Kontroverse an seiner Universität, damals das akademische Zentrum des Westens, beteiligt.

## Leben und Werk
Gottfried von Fontaines studierte an der Fakultät für Artes in Paris zusammen mit dem augustinisch-neuplatonisch eingestellten Heinrich von Gent, mit Siger von Brabant, dem in Europa führenden Averroisten, und mit Thomas von Aquin. Im Jahre 1285 legte Gottfried seinen Magister der Theologie ab und unterrichtete fortan praktisch ununterbrochen bis 1304. Ab 1291 war er Verwaltungsratsmitglied, vielleicht auch Dekan, seiner Fakultät. Im Jahr 1300 schlug man Gottfried von Fontaines auch als Bischof von Tournai (im heutigen Belgien) vor, er lehnte aber wegen konservativer Opposition ab.
Sein Hauptwerk umfasst neben 15 Quodlibeta, niedergeschriebenen strukturierten Diskussionsveranstaltungen zu verschiedenen Themen, auch eine Sammlung von Scholia (Bemerkungen) zur Summa theologica des Thomas von Aquin. Auch wenn er sich dabei recht eklektisch aus den verschiedenen Gedankengebäuden bedient, um die widerstreitenden Positionen an der Pariser Universität zusammenzubringen, erweist er sich doch in erkenntnistheoretischer Hinsicht als strenger Aristoteliker, indem er die Universalien an die Wahrnehmung materialer Objekte koppelt. Damit stellt er sich ausdrücklich gegen die neuplatonische Auffassung der augustinischen Schule, nach der wahrnehmungsunabhängige, innere, ewige Ideen existieren und nur eine übernatürliche Erleuchtung ihr wahres Sein erweisen könne.
Zusammen mit Heinrich von Gent kritisierte er die neu gegründeten Bettelorden und versuchte zu verhindern, dass diese Lehrstühle an der Pariser Universität besetzen konnten. Er führte zahlreiche Dispute sowohl mit den Thomisten, den Anhängern Thomas von Aquins, als auch mit den Scotisten, den Anhängern des Franziskaners Johannes Duns Scotus. Gottfrieds direkte Bedeutung schwand im Laufe des 14. Jahrhunderts.